# Marianne Rauze
Pour les articles homonymes, voir Rauze (homonymie).
Marianne Rauze, née Marie Anne Gaillarde le 20 septembre 1875 à Paris et morte le 23 octobre 1964 à Perpignan, est une journaliste et féministe socialiste française.

## Biographie

### Famille
Marie Anne Rose Gaillarde est la fille d'Élisabeth Douzon, et d'Édouard Gaillarde qui vient d'une famille de militaires. Elle se marie avec Léon Comignan le 4 août 1900, dans le 12e arrondissement de Paris, un capitaine de l'armée issu du même régiment que son père, le 115e régiment d’Infanterie, et qui est lui aussi catalan. Il meurt au combat à Bois Saint-Pierre Waast le 6 novembre 1916 pendant la bataille de la Somme. Ils ont un fils, José Comignan, en 1901 qui meurt en 1928 d'une piqûre d’insecte au cours de ses travaux pour le Muséum d’Histoire naturelle de Paris. Elle ne s'est pas remariée.

### Avant-guerre
Marianne Rauze s'engage dans la vie publique à partir de 1905. Elle prend le pseudonyme Marianne Rauze, formé à partir de ses prénoms, pour protéger la carrière de son mari.
Un groupe de couturières, parmi lesquelles Louise Saumoneau et Élisabeth Renaud, fondent le « Groupe socialiste féministe », qui compte 300 membres en 1902. La Section française de l'Internationale ouvrière (SFIO) est créée en 1905. C'était un groupe dominé par les hommes, qui refusent l'adhésion du Groupe socialiste féministe en leur sein, même si les femmes pouvaient rejoindre individuellement la SFIO.
Vers 1906, son mari est muté sur Paris ce qui lui permet de rencontrer dirigeants et intellectuels de la SFIO, telle Laura Lafargue avec laquelle elle se lie d'amitié. Elle rejoint la section socialiste du 15e arrondissement et la Ligue pour le droit des femmes à cette époque.
Fin décembre 1912, Marianne Rauze organise un dîner, pendant lequel la constitution d'une section féminine de la SFIO est approuvée,. Madeleine Pelletier refuse de venir, officiellement parce que son estomac était très délicat, mais probablement parce que la jeune et belle Marianne Rauze était le type de femme que Pelletier détestait. En janvier 1913, Marianne Rauze, Louise Saumoneau, Élisabeth Renaud, Adèle Kassky, Suzanne Buisson et d'autres femmes créent le Groupe des femmes socialistes (GDFS), intégré à la SFIO.
Le GDFS discute de potentielles alliances entre femmes socialistes et féministes bourgeoises. Marianne Rauze est contre en expliquant que les femmes travailleuses ne seraient pas émancipées par le vote mais par l'indépendance économique qu'elles gagneront avec le SFIO. Si les travailleuses aidaient les suffragettes à obtenir le droit de vote, cela serait utilisé contre elles dans la lutte des classes. Marianne Rauze admet que, à cause des conditions économiques, « l'arbitrage masculin » est une force oppressive. En 1913, Louise Saumoneau, qui pense que le combat doit être basé selon sur la classe, prend la direction du GDFS.
Marianne Rauze crée le journal L'Équité en 1913 et a contribué à plusieurs autres journaux telle que La Française.
Fin 1913, son mari est muté à Chartres et le couple déménage. Elle devient rapidement pessimiste sur le potentiel révolutionnaire des femmes en province et pense que le GDFS doit créer des groupes féminins pour éduquer les femmes en prévision de leur adhésion à la SFIO. Elle va à Paris en 1914 pour présenter cette idée mais n'obtient aucun soutien, à l'exception de la féministe Marguerite Martin. Plus tard au printemps, Marianne Rauze propose que L'Équité, devenu un bi-hebdomadaire à succès, soit le journal officiel du GDFS. Louise Saumoneau refuse l'offre, préférant lancer un nouveau journal dont la publication est approuvée en juillet 1914, pour un début prévu en septembre. La publication ne voit finalement jamais le jour.
Marianne Rauze est membre du Droit humain, une société maçonnique et discute de sujets en relations avec le féminisme à sa loge « Diderot » deux fois par semaine début 1914. Pendant la campagne des élections législatives de 1914, Marianne Rauze, Hélène Brion et Marguerite Martin quittent la modérée Union française pour le suffrage des femmes (UFSF) et forment la Ligue nationale pour le vote des femmes, une organisation militant pour le droit de vote. La Ligue attire des femmes socialistes, en désaccord avec la position hostile aux féministes bourgeoises prônée par Louise Saumoneau, par exemple Judith Decret-Metsu, qui en devint la présidente, et Fabienne Tisserand, la secrétaire générale. D'autres féministes rejoignent également la Ligue comme Marguerite Durand, Maria Vérone, Madeleine Pelletier, Séverine et Nelly Roussel. La Ligue gagne environ 250 membres. Elle demande le droit de vote complet, égal aux hommes, en rejetant le compromis du vote des femmes seulement pour les élections municipales.

### Première Guerre mondiale
Pendant la Première Guerre mondiale, L'Équité est sujet à la censure et ne peut pas publier des articles pacifistes comme ceux de Nelly Roussel. Il ne paraît plus à partir de 1916. Marianne Rauze contribue ensuite à La Voix des femmes, créé en 1917 par Louise Bodin et Colette Reynaud. Le journal publie aussi Séverine, Marthe Bigot, Hélène Brion, Madeleine Pelletier, Magdaleine Marx, Romain Rolland, Henri Barbusse, Léon Werth, Georges Pioch, Georges Yvetôt et Victor Méric. Le journal couvre différentes opinions, avec une ligne éditoriale de gauche radicale. Il demande l'égalité femmes-hommes ainsi que l'émancipation des femmes.
Marianne Rauze devient veuve en novembre 1916. En mars 1917, le manifeste de Marianne Rauze, Aux féministes socialistes est publié dans le journal Demain. L'introduction indique que le manifeste est censuré en France. Elle y affirme que la compétence des femmes à enfanter ne devrait pas dépendre pas du contrôle d'un État et que les femmes ne devraient pas reconnaître les frontières. Elle estime aussi que les femmes dénoncent le militarisme et la violence ainsi que la non-discipline des partis socialistes, qui provoquaient des désastres[pas clair]. Marianne Rauze fonde la Ligue ouvrière féminine en avril 1918. En novembre 1918, quand la victoire des alliés est annoncée, Marianne Rauze estime qu'il s'agit du bon moment pour lancer une révolution sociale.

### Entre-deux-guerres
Marianne Rauze vote pour la Troisième Internationale au 17e congrès du SFIO à Strasbourg en février 1920. Un rapport de police d'août 1920 note que Marianne Rauze demandent aux ouvriers des usines de munitions de stopper la production. Au printemps 1921, elle donne une conférence à l'École marxiste communiste du Parti communiste français, à propos des idées d'Engels sur les femmes. De 1919 à 1923, elle est membre de l'Association républicaine des anciens combattants.
À partir de 1923, elle commence à comprendre que l'Armée rouge, au lieu d'être dissoute après avoir vaincu l'invasion des alliés en Russie, devient une force armée professionnelle et permanente. Elle devient pacifiste radicale et forme une Union contre la mort, à l'idéologie presque mystique, croisant l'anarchisme, le mysticisme et l'esperanto. Romain Rolland lui confie que sa pensée « trop exclusivement (quasiment exclusivement) anti était négative ». Elle retourne finalement à la SFIO. À partir des années 1930, elle vit dans les Pyrénées-Orientales.

### Seconde Guerre mondiale et après-guerre
À la fin de la Seconde Guerre mondiale, Marianne Rauze est membre du comité local de Libération de Perpignan et du comité départemental de libération des Pyrénées-Orientales. En 1944, elle est brièvement conseillère municipale à Perpignan, mais échoue à se faire élire en 1945. En 1945, elle publie Pour la paix universelle, où elle affirme que la volonté féminine doit être collective et libérée de toute influence ou autorité masculine. Elle se présenta sans succès aux élections pour l'assemblée de l'Union française en 1950. Elle rejoint le Parti socialiste autonome (PSA) de 1958 à 1960, puis au sein du Parti socialiste unifié de 1960 à 1964.
Elle meurt à Perpignan le 23 octobre 1964, à 89 ans.

## Publications
- Marianne Rauze, Féminisme Économique, Etc. (Économie Politique & Sociale.), 1915.
- Marianne Rauze, L'Illusion Démocratique et la Guerre, La Librairie Ouvrière, 1919.
- Marianne Rauze, La propagande socialiste, La Productrice, 1919.
- Marianne Rauze, L'antimilitarisme agissant; ou, Organisation et réalisation, Imprimerie du Progrès, 1920.
- Marianne Rauze, La Femme, du communisme primitif au communisme futur, conférence faite à l'École communiste marxiste, Mary et Moreau, 1920.
- Marianne Rauze, Romain Rolland et Wilfred Wellock Stoecker, L'anti-guerre: Essai d'une doctrine et d'une philosophie de l'antimilitarisme en 1923, Impr. du progrès, 1923.
- Marianne Rauze, L'école de la paix, Imprimerie du Progrès, 1925.
- Cheng Sheng et Marianne Rauze, La Chine pacifique, Association typographique, 1926.
- Marianne Rauze, Nanon, Nanette, l'École émancipée, 1927.
- Bart De Ligt et Marianne Rauze, Contre la guerre nouvelle, M. Rivière, 1928.